# Drei Leben
Drei Leben (Originaltitel: Tríada) ist eine mexikanische Thrillerserie, die von Leticia López Margalli geschaffen wurde, welche zuvor bereits für die Serie Dunkle Leidenschaft verantwortlich gezeichnet hat. Die Serie wurde am 22. Februar 2023 weltweit auf Netflix veröffentlicht.

## Handlung
Als die unbeugsame Ermittlerin Rebecca herausfindet, dass sie einer von eineiigen Drillingen ist, die nach ihrer Geburt getrennt wurden, begibt sie sich auf eine gefährliche Suche nach der Wahrheit über ihre Herkunft und stößt dabei auf einige erschreckende Dinge.

## Besetzung und Synchronisation
Die deutschsprachige Synchronisation entstand nach den Dialogbüchern von Alexandra Vyhnalek und Wieland Bauder sowie unter der Dialogregie von Kathrin Simon und Sylvia Bartoschek durch die Synchronfirma Iyuno-SDI Group Germany in München.
| Rolle                          | Schauspieler         | Synchronsprecher     |
| ------------------------------ | -------------------- | -------------------- |
| Rebecca „Becca“ Fuentes        | Maite Perroni        | Natascha Geisler     |
| Aleida Trujano                 | Maite Perroni        | Natascha Geisler     |
| Tamara Sánchez                 | Maite Perroni        | Natascha Geisler     |
| Rebecca „Becca“ Fuentes (jung) | Karla Gaytán         | Anahi Schmidt        |
| Aleida Trujano (jung)          | Karla Gaytán         | Anahi Schmidt        |
| Tamara Sánchez (jung)          | Karla Gaytán         | Anahi Schmidt        |
| Comandante Humberto Solana     | David Chocarro       | Maximilian Laprell   |
| Eugenio Sáenz                  | Flavio Medina        | Stefan Lehnen        |
| Dr. Julia Bátiz                | Nuria Bages          | Susanne von Medvey   |
| Pilar                          | Ofelia Medina        | Bettina Redlich      |
| Dolores                        | Claudia Lobo         | Alisa Palmer         |
| Beatriz Fonseca                | Rosario Zúñiga       | Dorothea Anzinger    |
| Quezada                        | Hector Kotsifakis    | Florian Odendahl     |
| Ortega                         | Adrián Ghar          | Julian Manuel        |
| Kevin                          | Checo Pérez Cuadra   | Levi Auer            |
| Raquel                         | Vicky Araico         | Maria Magdalena Rabl |
| Julio Moreno                   | Angel Zermen         | Martin Halm          |
| Joaquín                        | Iván Carbajal        | Paul Sedlmeir        |
| Rogelio                        | Aldo Gallardo        | René Oltmanns        |
| Mila                           | Daniella Valdez      | Viviana Schmidt      |
| Laura                          | Jana Raluy           | Astrid Martiny       |
| Cynthia                        | Nuria Blanco         | Friederike Sipp      |
| Dr. Bernardo Sáenz             | Juan Carlos Remolina | Daniel Lerche        |
| Dr. Meyer                      | Pedro Mira           | Wolfgang Haas        |
| Genaro                         |                      | Benedikt Paulun      |
| Brenda                         |                      | Florentine Panizza   |
| Mendiola                       |                      | Karl Knaup           |
| Älterer Sohn                   |                      | Rafael Lerche        |
| Sol                            |                      | Sofie Gross          |
| Patricia                       |                      | Sonja Reichelt       |
| Jorge                          |                      | Gerhard Jilka        |

## Episodenliste
| Nr.                                                                                   | Deutscher Titel       | Originaltitel             | Regie                        | Drehbuch                                                        |
| ------------------------------------------------------------------------------------- | --------------------- | ------------------------- | ---------------------------- | --------------------------------------------------------------- |
| 1                                                                                     | 33 × 3                | 33 x 3                    | Leonardo D’Antoni            | Leticia López Margalli, Nayura Aragón & Patricio López Margalli |
| 2                                                                                     | Molotowcocktail       | Cóctel molotov            | Alba Gil                     | Leticia López Margalli, Nayura Aragón & Patricio López Margalli |
| 3                                                                                     | Herrenclub Olympia    | Olimpia Mens' Club        | Leonardo D’Antoni & Alba Gil | Leticia López Margalli, Nayura Aragón & Patricio López Margalli |
| 4                                                                                     | Werde ich verrückt?   | ¿Me estoy volviendo loca? | Alba Gil                     | Leticia López Margalli, Nayura Aragón & Patricio López Margalli |
| 5                                                                                     | Öl und Wasser         | Agua y aceite             | Alba Gil                     | Leticia López Margalli, Nayura Aragón & Patricio López Margalli |
| 6                                                                                     | Das Experiment        | El experimento            | Alba Gil                     | Leticia López Margalli, Nayura Aragón & Patricio López Margalli |
| 7                                                                                     | Die Hand an der Wiege | La mano que mece la cuna  | Leonardo D’Antoni & Alba Gil | Leticia López Margalli, Nayura Aragón & Patricio López Margalli |
| 8                                                                                     | Zurück auf Anfang     | Volviendo al origen       | Leonardo D’Antoni & Alba Gil | Leticia López Margalli, Nayura Aragón & Patricio López Margalli |
| Am 22. Februar 2023 wurden alle Folgen der ersten Staffel bei Netflix veröffentlicht. |                       |                           |                              |                                                                 |